# Кріфтель
Кріфтель (нім. Kriftel) — сільська громада в Німеччині, знаходиться в землі Гессен. Підпорядковується адміністративному округу Дармштадт. Входить до складу району Майн-Таунус.
Площа — 6,76 км2. Населення становить 11 147 ос. (станом на 31 грудня 2020).